# Base de Apoio do Exército de Libertação Popular da China no Djibuti
A Base de Apoio do Exército de Libertação Popular da China no Djibuti é uma base militar operada pela Marinha do Exército de Libertação Popular da China (MELP), localizada no Djibuti, país localizado no Chifre da África. É a primeira base militar da MELP no exterior e foi construída a um custo de US$ 590 milhões. É esperado que a instalação aumente significativamente as capacidades de projeção de poder da China no Chifre da África e no Oceano Índico. O comandante da base, desde sua fundação, é Liang Yang.
O Djibuti está estrategicamente situado no Estreito de Babelmândebe, que separa o Golfo de Áden do Mar Vermelho e protege as proximidades do Canal de Suez. A base chinesa está localizada no Porto de Doraleh, parcialmente operado pela China, a oeste da cidade de Djibuti. Ao sul da cidade estão várias outras bases militares estrangeiras, incluindo o Acampamento Lemonnier (Marinha dos Estados Unidos), a Base Aerienne 188 (Força Aérea Francesa) e a Base da Força de Autodefesa do Japão de Djibuti.

## História
As negociações para a China criar uma base estratégica no Djibuti começaram com o presidente Ismail Omar Guelleh aproximadamente em 2015. As negociações foram concluídas em janeiro de 2016, com a China e o Djibuti tendo "chegado a um consenso" sobre a construção de instalações navais.
Em 11 de julho de 2017, a Marinha do Exército de Libertação Popular enviou navios da Frota do Mar do Sul de Zhanjiang para abrir oficialmente a base. A base foi formalmente aberta em 1 de agosto de 2017. Os primeiros exercícios foram realizados em 22 de setembro de 2017.
Por volta de maio de 2018, a China começou a construir um cais de grande escala (com mais de 330 metros de comprimento) na base.

## Função e especificações
A China tem afirmado que a instalação servirá principalmente para dar suporte à logística militar das tropas chinesas no Golfo de Aden e operações de manutenção da paz e humanitárias na África. A base também reforça os esforços da marinha chinesa para combater a pirataria em alto mar.
A base possui aproximadamente 0,5 quilômetros quadrados de tamanho e é composta por uma equipe de aproximadamente 400 pessoas. A base possui uma pista de 400 m com uma torre de controle de tráfego aéreo.

## Tensões com forças armadas estrangeiras
A presença de uma base chinesa nas proximidades de uma base americana criou tensões geopolíticas. Os Estados Unidos conseguiram bloquear uma base russa em 2014 e deram início a um projeto de aprimoramento de US$1 bilhão para o Acampamento Lemonnier. Autoridades do governo dos EUA foram "pegas de surpresa" pela aprovação de uma base chinesa pelo Djibuti apenas dois anos depois. O presidente do Djibuti, Ismaïl Omar Guelleh, afirmou que os Estados Unidos tinham uma "fixação" na base chinesa e queixaram-se "incessantemente" de que os chineses estavam impedindo suas operações. Ele também disse que os japoneses estavam ainda mais preocupados do que os americanos. Guelleh disse que os chineses não teriam nenhum problema em coabitar com as potências ocidentais se elas não "espionassem constantemente" os chineses.
De acordo com o promotor chinês Jian Jiamin, a Força Marítima de Autodefesa do Japão enviou mergulhadores para se aproximarem de um navio de guerra chinês enquanto ele estava atracado na base, mas foram detectados e expulsos.
Em 2018, o Departamento de Defesa dos Estados Unidos emitiu um NOTAM relatando casos de ataques a laser contra pilotos que voavam perto da base. O Ministério da Defesa da China classificou as acusações como "falsas" e pediu aos Estados Unidos que "não especulem ou façam acusações rapidamente".